# ریک شاو
ریک شاو (انگلیسی: Rick Shaw؛ زادهٔ خطا: زمان نامعتبر) یک روزنامه‌نگار اهل ایالات متحده آمریکا است.